# Sydney Middleton

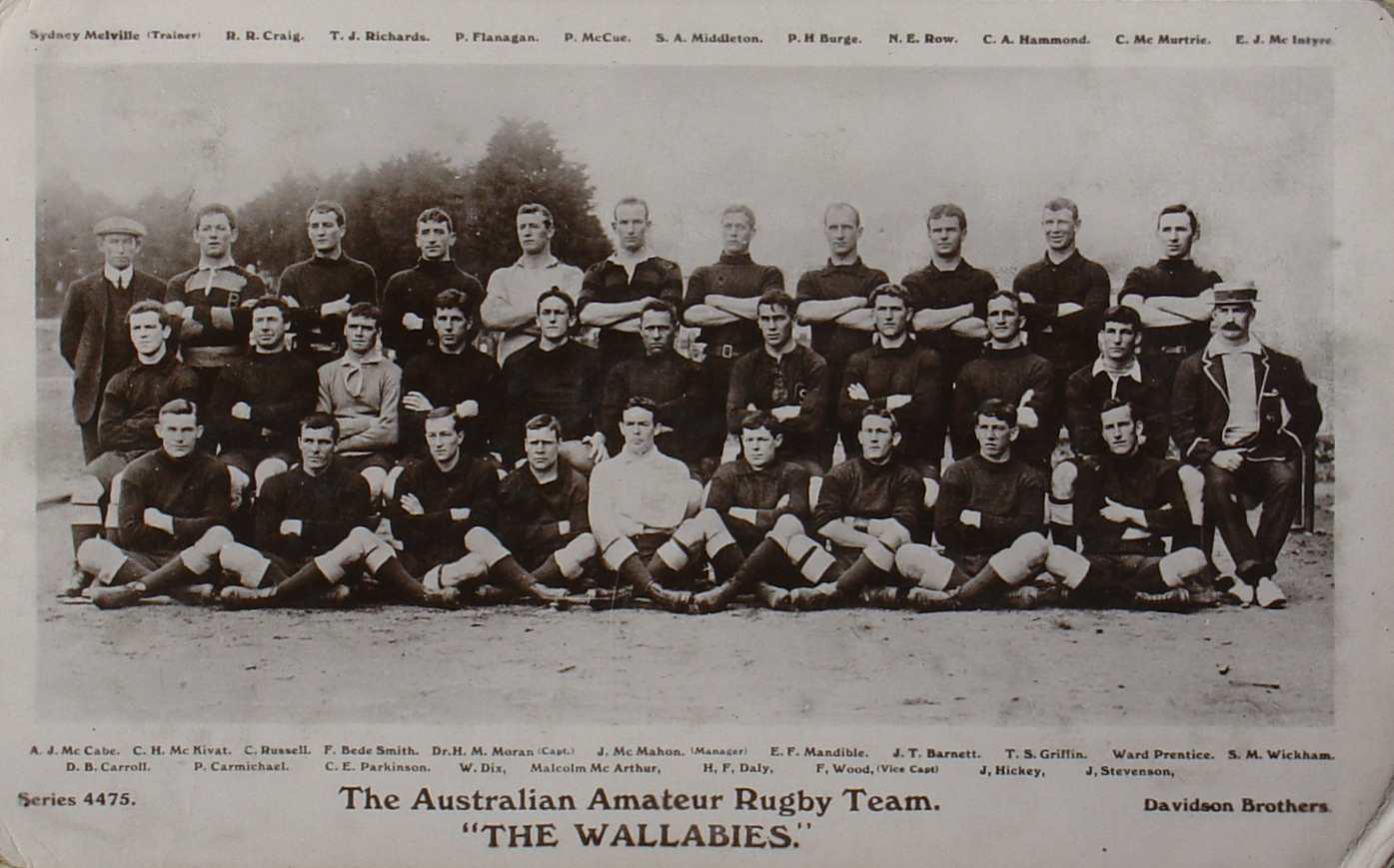
Wallabies z 1908 roku

Sydney Albert Middleton (ur. 24 lutego 1884 w Glebe, zm. 2 września 1945 w Kensington) – australijski sportowiec uprawiający rugby union i wioślarstwo, dwukrotny olimpijczyk, zdobywca złotego medalu w turnieju rugby union na Letnich Igrzyskach Olimpijskich w 1908 roku w Londynie.

## Rugby union

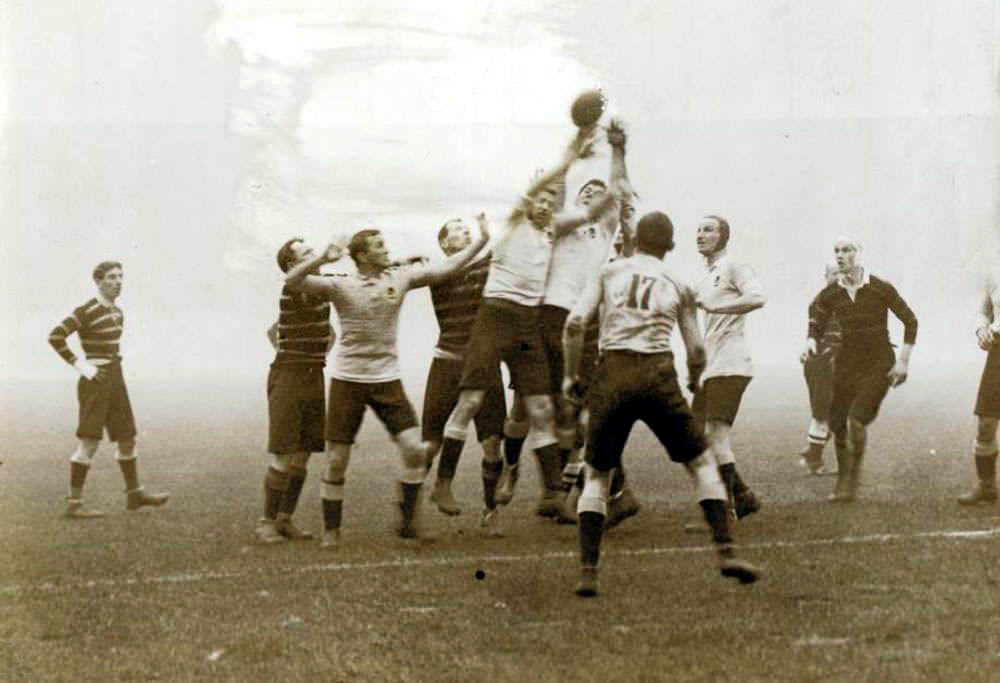
Finał rugby podczas Letnich Igrzysk Olimpijskich 1908

W trakcie kariery związany był z klubem Glebe RUFC, a także został wybrany do stanowej drużyny Nowej Południowej Walii, w której rozegrał dwanaście spotkań. Wystąpił z nią przeciw British and Irish Lions podczas ich tournée do Australii i Nowej Zelandii.
W latach 1908–1909 wziął udział w pierwszym w historii tournée reprezentacji Australii do Europy i Ameryki Północnej. Zagrał w odbywającym się wówczas turnieju rugby union na Letnich Igrzyskach Olimpijskich 1908. W rozegranym 26 października 1908 roku na White City Stadium spotkaniu Australijczycy występujący w barwach Australazji pokonali Brytyjczyków 32–3. Jako że był to jedyny mecz rozegrany podczas tych zawodów, oznaczało to zdobycie złotego medalu przez zawodników z Australazji.
W australijskiej kadrze w testmeczu zadebiutował 9 stycznia 1909 roku przeciwko Anglii, w roku kolejnym występując trzech meczach z All Blacks. Łącznie w reprezentacji Australii w latach 1909–1910 rozegrał 4 spotkania, również jako kapitan, nie zdobywając jednak punktów.

## Wioślarstwo
Po raz drugi na igrzyskach olimpijskich pojawił się w ramach wioślarskiej ósemki podczas Letnich Igrzysk Olimpijskich 1912, pewniakiem w składzie będąc już w styczniu tego roku. W osadzie, która odpadła w półfinale, wiosłował na pozycji numer sześć.
Będąc związany z Sydney Rowing Club wielokrotnie występował w stanowych barwach w mistrzostwach kraju ósemek, a także w zagranicznych regatach.
Tuż po wojnie wziął udział w wojskowych Royal Henley Peace Regatta w Henley-on-Thames, nie wystąpił jednak w Inter-Allied Games. Ufundowany przez Jerzego V puchar, który Australijczycy zdobyli w Henley, stał się następnie trofeum w mistrzostwach kraju ósemek.
Sporadycznie pływał także w konkurencji czwórek.

## Służba wojskowa
Podczas I wojny światowej w randze majora służył w 1st AIF. Walczył w bitwie o Gallipoli, a następnie we Francji. Otrzymał Order Imperium Brytyjskiego oraz Distinguished Service Order, a także 1914-15 Star, British War Medal i Allied Victory Medal.
Pracował następnie w przemyśle na stanowiskach kierowniczych i angażował się w sport wojskowych. Zmarł nagle w Londynie na początku września 1945 roku.